# Янченко В'ячеслав Михайлович
В'ячеслав Михайлович Янченко (нар. 19 березня 1938, Уфа) — командир екіпажу повітряного судна Ту-104 Північно-Західного управління цивільної авіації. Герой Радянського Союзу. 

## Біографія
В'ячеслав Янченко народився 19 березня 1938 року в Уфі в сім'ї робітника. За національністю росіянин. Член КПРС з 1959 року. Закінчив Уфимський геологорозвідувальний технікум, одночасно займаючись в Уфимському аероклубі ДОСААФ.
У Радянській Армії з 1956 року. У 1960 році закінчив Борисоглібське військове авіаційне училище льотчиків, але в зв'язку зі скороченням Збройних Сил був звільнений в запас і поступив на роботу в Аерофлот.
У Аерофлоті в якості авіаційного техніка обслуговував літаки Ленінградського аеропорту, потім, пройшовши перенавчання на пілота цивільної авіації, протягом п'яти років літав на літаку Ан-2 на місцевих авіалініях міста Архангельська. Після повернення в місто-герой Ленінград (нині Санкт-Петербург) став другим пілотом літака Іл-14, потім командиром цього повітряного судна, а в подальшому командиром літака - Ту-104 і Ту-154.
З 1975 року В.М. Янченко - командир корабля Ту-154, пілот-інструктор, заступник командира авіаційної ескадрильї, старший пілот-інспектор Північно-Західного Управління Цивільної авіації, підготував велику кількість командирів екіпажів на літаку ТУ-154. За роки льотної роботи в авіапідприємстві «Пулково» міста-героя Ленінграда виконував рейси в різні міста Радянського Союзу та зарубіжних країн. З 1997 по 2009 рік - інженер з безпеки руху служби спецтранспорту аеропорту Пулково. Обирався депутатом Ленінградської міської Ради депутатів трудящих трьох скликань, в 1976 році - делегатом XXV з'їзду КПРС. Живе в Санкт-Петербурзі.

## Подвиг
23 квітня 1973 року командир корабля Ту-104 В.М. Янченко, маючи на борту повітряного судна 51 пасажира, здійснював плановий рейс за маршрутом Ленінград-Москва. Після набору висоти виникла нештатна ситуація: злочинець, що знаходився на борту, погрожуючи вибухом, зажадав летіти до Швеції.
Оскільки в той час ніяких інструкцій щодо дій у подібних ситуаціях не було, В. М. Янченко, оцінивши обстановку, вирішив повертатися назад в аеропорт «Пулково». Але коли Ту-104, при заході на посадку, знаходився на висоті близько 150-и метрів, терорист привів у дію вибуховий пристрій. У результаті направленого вибуху були вирвані передні двері літака разом з частиною фюзеляжу. Але, незважаючи на екстремальну ситуацію, Янченко зумів посадити лайнер, зберігши тим самим життя всіх пасажирів.
Указом Президії Верховної Ради СРСР від 6 червня 1973 року за мужність і відвагу, проявлені при виконанні службового обов'язку, командиру корабля Цивільної авіації капітану запасу Янченко В'ячеславу Михайловичу присвоєно звання Героя Радянського Союзу з врученням ордена Леніна і медалі «Золота Зірка» (№ 10736).